# Melchior Grodziecki
Melchior Grodziecki (ur. prawdopodobnie w 1582 w Cieszynie, zm. 7 września 1619 w Koszycach) – polski duchowny katolicki, jezuita, męczennik i święty Kościoła katolickiego. W 1603 roku wstąpił do Towarzystwa Jezusowego i dwa lata później złożył śluby zakonne ubóstwa, czystości i posłuszeństwa. Kształcony teolog, uczył w kolegiach jezuickich w Brnie oraz Kłodzku. Po przyjęciu święceń kapłańskich w 1614 roku, pracował w Czechach jako kaznodzieja i spowiednik. Posłany w czasie wojny trzydziestoletniej do Koszyc, po zdobyciu miasta przez wojska Jerzego I Rakoczego był torturowany i ścięty toporem za wyznawanie wiary katolickiej. Po ponad 350 latach zabiegów, został kanonizowany przez papieża Jana Pawła II w dniu 2 lipca 1995 roku na Słowacji. Szczątki świętego, w 1784 roku złożone w tyrnawskim klasztorze sióstr urszulanek, spoczywają tam do dzisiaj. Wspomnienie liturgiczne obchodzi się 7 września.

## Życiorys
Melchior Grodziecki urodził się w 1581 roku lub w początkach 1582 roku w Cieszynie, najprawdopodobniej w polskiej rodzinie mieszczańskiej Jerzego Grodskiego i jego małżonki, córki Beranka . Uczył się w wiedeńskim kolegium jezuickim. Uczył się tam przede wszystkim języka łacińskiego i literatury rzymskiej, natomiast w mniejszym wymiarze – języka greckiego i innych przedmiotów. Wówczas poznał swego przyszłego towarzysza męczeństwa, Stefana Pongracza. W liście z 1602 roku pisał do rodziców, iż „spotkało go wielkie szczęście”, gdyż został przyjęty do sodalicji mariańskiej, która byłą religijną organizacją międzyklasową przeznaczoną dla najpilniejszych i najbardziej wyrobionych moralnie uczniów. Ukończywszy w 1603 roku kolegium jezuickie w Wiedniu, 22 maja tegoż roku wstąpił do Towarzystwa Jezusowego i rozpoczął nowicjat w Brnie. Nowicjusze byli uczeni całkowitego poświęcenia dla sprawy Kościoła. Dwa lata później, 22 maja 1605 roku, Melchior Grodziecki złożył śluby zakonne ubóstwa, czystości i posłuszeństwa.
Po złożeniu ślubów, Melchior Grodziecki przez rok uczył w kolegium jezuickim w Brnie w latach 1605–1606, a następnie w kolegium jezuickim w Kłodzku w latach 1606–1607. Przez rok, w okresie 1607–1608, uczył się w seminarium nauczycielskim w Budziejowicach, aby móc wykładać w klasach wyższych. W 1608 powrócił do nauczania w kłodzkim kolegium jezuickim.
W 1608 roku Melchior Grodziecki udał się na studia; zgłębiał retorykę w Neuhaus oraz logikę w Pradze. Uczył się także gramatyki w Brnie, Neuhaus oraz w Kłodzku. Na drugim roku filozofii, z braku dostatecznej wiedzy i zdolności spekulatywnych, przerwał naukę i został skierowany na dwuletnie studium teologii moralnej, aby móc podjąć pracę duszpasterską. Teologię moralną oraz polemiczną studiował w latach 1612–1614. Prawdopodobnie w czasie swej edukacji akademickiej kształcił się również muzycznie.
W 1614 roku w Pradze przyjął święcenia kapłańskie i do 1618 roku pracował jako kaznodzieja. Katechizował, głosił w praskich kościołach oraz we wsi Kopanina kazania w języku czeskim (którego nauczył się w brneńskim nowicjacie) i spowiadał. Jednocześnie od 1616 roku kierował orkiestrą praskiej bursy ubogich studentów przygotowujących się do stanu kapłańskiego. Od sierpnia do grudnia 1618 roku Melchior Grodziecki odbywał w Brnie trzecią probację.
Po wybuchu wojny trzydziestoletniej, w czerwcu 1618 roku jezuici zostali wygnani z Czech, natomiast w niecały rok później również z Moraw. Gdy jezuici, wśród których znajdował się Melchior Grodziecki, opuścili Brno, w mieście wybuchł pożar. Zostali sprowadzeni z powrotem i zaaresztowani pod zarzutem podpalenia. Po kilku dniach zostali wypuszczeni i rozeszli się w różne strony. Melchior Grodziecki podążył na ówczesne Górne Węgry (dzis. Słowację) do Humennego. Tam, 16 czerwca 1619 roku, złożył wieczyste śluby zakonne na ręce ks. Aleksandra Doboksy, rektora kolegium jezuickiego. W 1619 roku, na prośbę gubernatora miasta Andrzeja Doczy, został posłany do Koszyc w charakterze kapelana wojskowego dla wojsk cesarskich stacjonujących w Koszycach oraz dla katolików węgierskich mieszkających w mieście.
Gdy Koszyce zostały zajęte przez Jerzego I Rakoczego na rozkaz władcy Siedmiogrodu, Gabora Bethlena, Grodziecki został uwięziony wraz z Markiem Kriżem i Stefanem Pongraczem pod zarzutem podżegania katolików przeciwko protestantom. Wszyscy trzej zostali poddani trwającym całą noc okrutnym torturom. Melchior Grodziecki, odmówiwszy wyparcia się wiary katolickiej i przyjęcia kalwińskiej, został ścięty toporem. Okaleczone, rozczłonkowane ciała zostały nad ranem wrzucone do dołu kloacznego. Zbrodnia wywołała oburzenie czeskich protestantów. Po naradzie rady miejskiej, zwłoki zostały przeniesione w inne miejsce i przysypane gruzem.
Dopiero po klęsce Rakoczego ciało męczennika wydano katolikom. Po negocjacjach z posłem Ferdynanda II, Zygmuntem Forgácsem, Bethlen pozwolił potajemnie zabrać zwłoki Melchiora Grodzieckiego. W marcu 1620 roku, żona Forgácsa, hrabina Katarzyna Pálffy, wywiozła je do Nižnej Šebastovej pod Preszowem, gdzie zostały uroczyście złożone w kościele franciszkańskim, następnie w nowo wybudowanym kościele pw. św. Katarzyny Aleksandryjskiej w Hertníku koło Bardejowa. Stamtąd przeniesiono je w 1635 roku do tyrnawskiego klasztoru św. Klary. W 1784 roku szczątki trafiły do tyrnawskiego klasztoru sióstr urszulanek i tam znajdują się do dziś.

## Kult
Kult Melchiora Grodzieckiego rozpoczął się na Słowacji i na Węgrzech, a później rozszerzył się na Morawy i Śląsk. W 1628 roku rozpoczęto proces beatyfikacyjny. Pierwsze starania o beatyfikację zostały podjęte przez arcybiskupa ostrzyhomskiego, Piotra Pázmány'ego. Polecił on swemu wikariuszowi, biskupowi Waradynu Emerykowi Lósy’emu zebranie świadków i spisanie od nich świadectw pod przysięgą. Po zebraniu zeznań od świadków w informacyjnym procesie przedwstępnym stwierdzono, iż męczennicy ponieśli śmierć wyłącznie w wyniku wyznawania wiary katolickiej. W listach z września 1628 roku arcybiskup Pázmány poinformował papieża Urbana VIII o coraz szerszym kulcie oddawanym trzem duchownym i poprosił o beatyfikację. Papież jednak surowo zakazał oddawania czci relikwiom przyszłych świętych i nakazał dalsze zbadanie sprawy. W styczniu 1661 roku, biskup siedmiogrodzki Franciszek Leonard Szegedy z polecenia arcybiskupa ostrzyhomskiego Jerzego Lippaya przeprowadził nowe badania w Tyrnawie i przesłuchał nowych świadków, jednak proces został zawieszony niemal na dwieście lat.
Proces został wznowiony za sprawą o. Józefa Boero, jezuity. Przy poparciu prymasa Węgier, Jana Scitovszky’ego, w 1859 roku jezuita zwrócił się do Kongregacji ds. Obrzędów z prośbą o wznowienie procesu beatyfikacyjnego. 19 września 1859 roku, po przebadaniu dokumentów, kongregacja pod przewodnictwem kard. Konstantyna Patriziego stwierdziła, iż należy wyznaczyć komisję do prowadzenia formalnego procesu beatyfikacyjnego. Papież zatwierdził tę decyzję, i od 22 września 1859 roku, Melchiorowi Grodzieckiemu przysługiwało określenie „Wielebny”. Kard. Patrizi polecił prymasowi Scitovszky'emu wyznaczyć komisję do zebrania świadectw o cudach i łaskach otrzymanych za pośrednictwem Melchiora Grodzieckiego. Komisja zakończyła działania w 1864 roku i relikwie świętego wraz z dokumentami zostały wysłane do Rzymu. Proces został zakończony w 1904 roku.
Melchior Grodziecki został beatyfikowany 15 stycznia 1905 roku przez Piusa X w kościele św. Piotra i Pawła w Rzymie. W Cieszynie odbyła się trzydniowa uroczystość w dniach 12–15 października 1905 roku, w której wzięli udział profesorowie i uczniowie Sodalicji Mariańskich, a także wszystkie stany i organizacje śląskie. Kanonizację przeprowadził 2 lipca 1995 papież Jan Paweł II w czasie odprawianej na koszyckim lotnisku mszy świętej. Wspomnienie liturgiczne Melchiora Grodzieckiego obchodzi się 7 września. W ikonografii święty przedstawiany jest w stroju zakonnym w scenie męczeństwa, wspólnie z towarzyszami.

## Kontrowersje dotyczące pochodzenia
Przez stulecia utrwalił się pogląd, że św. Melchior Grodziecki wywodził się z polsko-śląskiej rodziny szlacheckiej Grodzieckich (też Grodeckich) herbu Radwan. Takiemu poglądowi sprzyjał fakt, że Grodzieccy z Grodźca pozostali w czasach rozwoju reformacji jedyną rodziną szlachecką katolicką w Księstwie Cieszyńskim oraz że członkowie tej rodziny sprawowali wcześniej funkcje duchownych: Jan Grodziecki, bliski przyjaciel i współpracownik Stanisława Hozjusza, brał udział w Soborze Trydenckim, otrzymał sakrę biskupią i korespondował z cesarzem Maksymilianem II. Duchownym katolickim był również Wacław Grodziecki, dziekan kolegiaty brneńskiej, a zarazem kanonik ołumuniecki i wrocławski. Sześćdziesiąt lat po śmierci Melchiora jego biogram opublikował w 1682 roku Bohuslaw Balbin, czeski jezuita w swoim dziele omawiającym dzieje królestwa czeskiego, zamieścił notę biograficzną Melchiora, w której określił, że Melchior Grodecius S.J. urodził się w Cieszynie, w rodzinie polskiej szlachty Grodzieckich z Brodów, oraz że jego stryjem był biskup ołomuniecki Jan Grodziecki. Informacje te powielane były przez kolejnych autorów licznych publikacji. Jednak prowadzone od 2001 roku badania prof. Wacława Gojniczka z Uniwersytetu Śląskiego zweryfikowały dotychczasową wiedzę  . Przed prof. Gojniczkiem swoje wątpliwości co do pochodzenia Melchiora, miał prof. Hermann Zebisch z Cieszyna, który w liście z dnia 23 września 1932 roku do dyrektora cieszyńskiego muzeum inż. Wiktora Kargera zastanawiał się m.in. czy imię Melchior nie było jego imieniem zakonnym, gdyż nie potrafił wskazać jego pokrewieństwa z Grodzieckimi z Grodźca. 
Badania prof. Gojniczka świadczące o tym, że św. Melchior nie był spokrewniony z Grodzieckimi z Brodów na Grodźcu wykazały, że :
- Brak wzmianki o Melchiorze wśród Grodzieckich z Brodów na Grodźcu w dziele Bartosza Paprockiego z 1593 roku pt. Zrcadlo Slawného Margkrabstwy Morawského, który dobrze znał tę rodzinę, nad którą pracował w czasach kiedy św. Melchior był dzieckiem. W swym dziele każdemu mężczyźnie z Grodzieckich poświęca krótki biogram, brak tu jednak jakiejkolwiek wzmianki o Melchiorze. Skoro Melchior miał się urodzić w początkach lat osiemdziesiątych XVI wieku, między 1581 a 1584 rokiem, w takim wypadku jego matką powinna być Zofia Tschammerówna z Iskrzyczyna, druga żona Henryka Grodzieckiego. Z dzieci Henryka i Zofii Tschammerównej wymienia tylko dwie siostry - Annę i Helenę, o których wiedział, że były około 1593 roku jeszcze niezamężne. Także wśród dzieci urodzonych przez pierwszą żonę, Zofię Marklowską z Żebraczy nie wymienia Melchiora.
- W dokumentach dotyczących rodziny Grodzieckich z Brodów nie występuje Melchior Grodziecki. Szczególnie ważny jest brak Melchiora w dokumentach spadkowych po Henryku Grodzieckim zmarłym w 1587 roku, co byłoby w całkowitej sprzeczności z obowiązującym prawem i praktyką. Gdy sprawa sierot Anny i Heleny Grodzieckich w 1591 roku trafiła pod obrady sądu ziemskiego w Cieszynie, Melchior miałby około 10 lat, wówczas i jemu wyznaczono by prawnego opiekuna i zabezpieczono mu część majątku, ale o Melchiorze to źródło nic nie wspomina. Zgodnie z obowiązującym prawem, po śmierci szlachcica bądź mieszczanina otwierano jego testament i aby sąd ziemski lub miejski mógł przeprowadzić sprawę spadkową wyznaczano dwuosobową komisję, której zadaniem było spisanie nieruchomości i ruchomości oraz aktywa i pasywa. Według ordynacji ziemskiej księstwa cieszyńskiego z 1572 roku a znowelizowanej w 1591 roku, każde osierocone dziecko szlacheckie miało prawnie zagwarantowaną część w spadku, a także otrzymywało prawnego opiekuna reprezentującego jego interesy do czasu osiągnięcia pełnoletniości. Nie wymieniają Melchiora także dokumenty dotyczące sukcesji po Henryku Grodzieckim.
- Brak informacji o rodzinie Melchiora w dokumentach wytworzonych przez zakon jezuitów. W źródłach sporządzonych przez zakon jezuitów bezpośrednio po śmierci Melchiora, wśród których jest jego nekrolog, a także w korespondencji przełożonych zakonu Jezuitów wymieniających Melchiora, nie ma wzmianki o jego pochodzeniu. We wszystkich tych dokumentach oraz w tekście ślubów wieczystych Grodzieckiego z 1619 roku, przy jego nazwisku brak jest dodanego tytułu szlacheckiego co w tamtych czasach było praktyką zwyczajową.

Powyższe argumenty skłaniają do przyjęcia wniosku, że św. Melchior Grodziecki nie pochodził ze szlacheckiej rodziny Grodzieckich z Brodów na Grodźcu. Skoro pochodził z Cieszyna, gdzie się urodził w 1581 roku lub w początkach 1582 roku, to najprawdopodobniej jest identyczny z Melchiorem Grodskim – wspomnianym w cieszyńskich aktach archiwalnych – urodzonym w początkach lat osiemdziesiątych XVI wieku w Cieszynie w rodzinie mieszczańskiej Jerzego i jego małżonki, córki Beranka, w którymś z narożnych domów przy ulicy Polskiej (dziś ul. Głębokiej). A do pomyłki mogło dojść dlatego, że tak nazwisko Grodziecki jak i Grodski (Grodzki) po łacinie zapisuje się jako Grodecius. Oryginalny zapis z cieszyńskich ksiąg sądowych z dnia 20 lipca 1584 roku brzmi: Gyrzika Grodskeho syna totiz Melchera Grodskeho .
Nowe badania zostały w ostatnich latach ogłoszone w kilku publikacjach oraz zostały zaprezentowane na konferencjach w obecności hierarchów Kościoła. Do nowych ustaleń odniosła się Kuria Bielsko-Żywiecka w oficjalnym komunikacie w 2019 roku z okazji Roku św. Melchiora podając, że (...) istnieją jednak przesłanki, które mówią, że był on synem Jerzego, cieszyńskiego mieszczanina (...). Także we wszystkich przemówieniach jubileuszowych biskupa mowa była o św. Melchiorze z Cieszyna bez wspominania Grodźca. Na oficjalnej stronie Diecezji bielsko-żywieckiej zamieszczono także artykuł pt.Św. Melchior – cieszyński mieszczanin z urodzenia?.